# San Francesco di Paola ai Monti (titre cardinalice)
La diaconie cardinalice de San Francesco di Paola ai Monti (Saint François de Paule à Monti) est érigée par le pape Paul VI le 7 juin 1967 dans la constitution apostolique Decessores nostri et rattachée à l'église San Francesco di Paola qui se trouve dans le rione de Monti au sud-est de Rome.

## Titulaires
| - Alexandre-Charles-Albert-Joseph Renard, titre pro illa vice (1967-1976) - Joseph Marie Trinh-nhu-Khuê, titre pro illa vice (1976-1979) - Pietro Pavan (1985-1994) - Renato Raffaele Martino (2003-2024) |